# Thomisus venulatus
Thomisus venulatus là một loài nhện trong họ Thomisidae.
Loài này thuộc chi Thomisus. Thomisus venulatus được Charles Athanase Walckenaer miêu tả năm 1842.